# Канцурово
Канцурово (укр. Канцурове) — село, относится к Ширяевскому району Одесской области Украины.
Население по переписи 2001 года составляло 45 человек. Почтовый индекс — 66812. Телефонный код — 4858. Занимает площадь 0,22 км².

## Местный совет
66811, Одесская обл., Ширяевский р-н, с. Александровка, ул. Школьная, 24